# Özünlə apar
Özünlə apar (dt. Nimm mich mit) ist ein Lied des aserbaidschanischen Sängers Fahree feat. İlkin Dövlətov. Mit diesem Titel wurde Aserbaidschan beim Eurovision Song Contest 2024 vertreten.

## Hintergrund
Das Lied wurde von Fahree mit Edqar Ravin, Həsən Haydər, Mado Salikh und Mila Miles geschrieben. Der Song enthält traditionellen aserbaidschanischen Mugham-Gesang von İlkin Dövlətov. Es ist der erste aserbaidschanische ESC-Beitrag, der überwiegend auf Aserbaidschanisch gesungen ist. Am 7. März 2024 wurde bekanntgegeben, dass Fahree Aserbaidschan beim ESC vertreten wird. Die Single erschien am 15. März 2024 bei Beat Music.

## Inhalt
Özünlə apar wurde als Zeugnis von Fahrees „persönlichem Streben und Reise hin zu Selbstliebe und innerem Frieden“ beschrieben. Der Titel sei Fahrees Freundin gewidmet und besagt, dass wenn die richtige Person seine Hand hielte, seine Sorgen vorübergingen. Somit zeige er die Kraft der Liebe, jemanden von emotionalen Belastungen zu befreien.

## Eurovision Song Contest
Beim Eurovision Song Contest 2024 in der Malmö Arena in Malmö, Schweden, wurde der Song zunächst im ersten Halbfinale am 7. Mai aufgeführt. Bei der Auslosung am 30. Januar 2024 wurde ihm die zweite Hälfte zugelost. Am 26. März 2024 wurde ihm dort der zwölfte Startplatz zugeteilt. Er konnte sich nicht für das Finale qualifizieren und erreichte nur den 14. Platz mit elf Punkten.